# Ribesaptera elongata
Ribesaptera elongata – gatunek pluskwiaków różnoskrzydłych z rodziny korowcowatych. Jedyny gatunek monotypowego rodzaju Ribesaptera.

## Taksonomia
Gatunek i rodzaj opisane zostały w 2011 roku przez E. Heissa na podstawie 2 okazów (samca jako holotypu i samicy jako paratypu) odłowionych w 2001 roku. Nazwa rodzajowa nadana została na cześć heteropterologa Jordiego Ribesa.

## Opis rodzaju
Ciało średniej wielkości, bezskrzydłe, wydłużone. U samców boki w obrysie prawie równoległe, u samic bardziej zaokrąglone. Powierzchnia ciała grafitowo ubarwiona, gładka, błyszcząca, z głębokimi jamkami i wyniesionymi fałdkami na stronie grzbietowej i brzusznej. Rozwinięta powierzchnia ewaporacyjna ujścia kanału gruczołu zapachowego zatułowia. Wszystkie przetchlinki położone bocznie i widoczne z góry.

## Opis gatunku
Długość ciała około 4,5-5,5 mm. Gatunek bezskrzydły, grafitowo ubarwiony, o powierzchni ciała gładkiej i połyskującej z fałdkami i jamkami. Samica większa od samca o szerszym i bardziej owalnym odwłoku.
Głowa nieco dłuższa niż szerokość na wysokości oczu. Policzki długości nadustka, który sięga ¼ długości I segmentu czułków. Pierwszy segment czułków pałkowaty, ze szczecinkonośną granulacją w przedniej części. Kolejne segmenty smuklejsze. Drugi krótszy, rozszerzający się ku wierzchołkowi, trzeci długi i cylindryczny, czwarty zaś wrzecionowaty, owłosiony na końcu. Oczy lekko wypukłe. Ciemię nieregularnie, drobno pomarszczone.
Przedplecze nieco ponad 2 razy szersze niż długie, z dwoma stożkowatymi guzkami po bokach. Brzegi wyniesione i z przodu zaokrąglone. Powierzchnia drobno pomarszczona. Tylna krawędź falista, oddzielona od śródplecza głęboką bruzdą. Śródplecze blisko 3 razy szersze niż długie, o środkowym wyniesieniu z bruzdą środkową otoczą fałdkami (carinae). Boczne skleryty owalne o bocznych krawędziach wyniesionych i pomarszczonych. Tylna krawędź falista, oddzielona od zaplecza głęboką bruzdą poprzeczną. Zaplecze o zlanych metatergitach I i II oraz przednim, zaokrąglonym wyniesieniu wyposażonym w stożkowate wyrostki skierowane do przodu, pokryte głębokimi obniżeniami. Strona brzuszna ciała gładka o przed-, śród- i zapiersiu oraz 2 pierwszych sternitach zlanych ze sobą. Odnóża długie i smukłe, o goleniach wygiętych na wierzchołku. Odwłok gładki o środkowym wyniesieniu najwyższym wzdłuż metatergitów IV i V.

## Występowanie
Gatunek ten jest endemitem Madagaskaru. Odłowione dotąd okazy pochodzą z rezerwatu Maromizaha, na północ od Périnet.